# Pozytywne chrześcijaństwo

Flaga „Niemieckich chrześcijan”, ruchu związanego z „Pozytywnym chrześcijaństwem”

Pozytywne chrześcijaństwo, pozytywny chrystianizm (niem. Positives Christentum) – oparty na terminologii chrześcijańskiej system wierzeń, propagowany przez nazistów, swoista wersja teologiczna narodowego socjalizmu. Jego symbolem była kula słoneczna wpisana w krzyż słoneczny.
Zwolennicy pozytywnego chrześcijaństwa twierdzili, że tradycyjne chrześcijaństwo kładzie nacisk bardziej na pasywność Jezusa Chrystusa aniżeli jego aktywność, oraz że Kościół kładzie zbyt duży nacisk na jego ukrzyżowanie i zmartwychwstanie. Przedstawiali oni Chrystusa jako aktywnego kaznodzieję, organizatora oraz bojownika antyżydowskiego oraz uznawali, że należy w całości odrzucić przepełniony myślą żydowską Stary Testament. W pozytywnym chrześcijaństwie podkreślano „nordycki typ” Jezusa.
Ideologię tę naziści rozpowszechniali w gazetach, takich jak „Völkischer Beobachter” czy „Der Stürmer”. NSDAP starało się jednak podkreślać, że pozytywne chrześcijaństwo nie stoi w sprzeczności z innymi odłamami chrześcijaństwa. Mimo to wielu nazistów otwarcie prowokowało różne odłamy Kościołów. Alfred Rosenberg w książce Mit dwudziestego wieku (niem. Der Mythus des zwanzigsten Jahrhunderts) przedstawił radykalny odłam pozytywnego chrześcijaństwa, w którym twierdził, że ma za złe katolicyzmowi i protestantyzmowi, że nie podkreślają „heroicznego” i „niemieckiego” charakteru Chrystusa. Według Rosenberga pozytywne chrześcijaństwo miało być religią przejściową pomiędzy chrześcijaństwem a religiami aryjskimi (Rosenberg dążył do recepcji religii aryjskich).
Oprócz pozytywnego chrześcijaństwa w III Rzeszy istniały jeszcze o wiele radykalniejsze koncepcje wyznaniowe, tzw. Gottgläubigkeit.